# Maritime Launch Services
Maritime Launch Services (MLS) est une entreprise canadienne de services de transport spatial. C'est une coentreprise créée par trois sociétés américaines. Fondée en 2016, elle est basée à Halifax, en Nouvelle-Écosse. MLS utilisera les fusées ukrainiennes Cyclone-4M de Ioujnoïe pour lancer des satellites en orbite polaire et héliosynchrone depuis le cap Canseau. MLS est formée d'une association de trois entreprises basées aux États-Unis.

## Site de lancement
Le 14 mars 2017, MLS choisit la pointe de Canseau, au sud de la baie de Chedabouctou, comme base de lancement. MLS demande la location de 15 hectares de terrain à l'extérieur de la ville auprès du ministère néo-écossais des Ressources naturelles. La construction est annoncée pour 2021,. Le port spatial de 110 millions de dollars sera utilisé pour lancer des satellites commerciaux dans l'espace avec un objectif maximum de huit lancements par an. Le site comprendra un bâtiment d'une hauteur de 10 à 15 mètres pour l'assemblage des fusées et abritant un centre de contrôle, et une rampe de lancement positionnée à 2,4 kilomètres de là, reliée par un système ferroviaire adapté pour le transport de fusées. Ce sera le seul port spatial opérationnel au Canada, après l'abandon de la base de lancement de fusées de recherche de Churchill dans les années 1990, et le premier port spatial commercial pour les lancements orbitaux au pays,. On estime que la construction du port spatial prendra trois ou quatre ans.
Le site de lancement proposé est à environ 3,5 km au sud de Canseau (45°18′13″N 60°58′58″W / 45.303559°N 60.982891°W) avec l'installation de traitement des lanceurs située à environ 2 km au sud-ouest de Canseau (45°19′02″N 61°00′36″W / 45.317235°N 61.010000°W).
Maritime Launch Services prévoit également de permettre à l'entreprise québécoise Reaction Dynamics de lancer ses fusées Aurora depuis son port spatial,.

## Services
MLS espère lancer huit fusées par an avec deux options de lancement vers le sud. L'option 1 est un lancement en orbite héliosynchrone entre 600 et 800 km, pour les petits satellites, avec une charge utile jusqu'à 3350 kg pour 45 millions de dollars américains. L'option 2 est un lancement en orbite terrestre basse, en dessous de 600 km d'altitude, qui permettra une charge utile jusqu'à 5000 kg également pour 45 millions de dollars américains.

## Fusées
MLS utilisera les fusées ukrainiennes Cyclone-4M à deux étages construites par le Bureau d'études Ioujnoïe. Le Cyclone-4M utilise un premier étage dérivé de Zenit propulsé par quatre moteurs kérosène/LOX RD-874 de fabrication ukrainienne,, et un étage supérieur développé pour la fusée hypergolique Cyclone 4 originale.  
Toutefois, l'invasion de l'Ukraine par la Russie en 2022 remet en cause la disponibilité de ces lanceurs ukrainiens et la société envisage de les remplacer.